# Salvatore Fergola
Salvatore Fergola (Napoli, 24 aprile 1796 – Napoli, 7 marzo 1874) è stato un pittore italiano, considerato uno degli esponenti più autorevoli della scuola di Posillipo.

## Biografia
Salvatore Fergola era figlio di Luigi e di Teresa Conti. Da giovane studiò lettere e architettura, per poi accostarsi agli studi pittorici, sull'esempio del padre che, come ci riporta Maria Causa Picone, era un «pedissequo hackertiano legato ad una minuziosa micrografia che non esclude, tuttavia, una vena felice di acquerellista». Nelle sue prime esperienze pittoriche infatti, Salvatore Fergola si mostrò enormemente debitore a Jakob Philipp Hackert, sia nell'applicazione della tempera, sia nell'impostazione della veduta. Anche suo fratello Alessandro Fergola (1812-1864) è stato pittore.
Ammesso come allievo all'Ufficio Topografico di Napoli, riscosse immediato successo presso la Corte borbonica, fin dalle prime opereː questo gli frutterà nel tempo numerose committenze dai Borbone di Napoli. Nel 1819 Fergola eseguì diversi dipinti, a Napoli, per conto del duca di Calabria, per poi essere chiamato dal duca di Sicilia. Dopo aver ottenuto uno stipendio di trenta ducati mensili dai Borbone, seguì la Corte a Castellammare di Stabia, per eseguire vedute del golfo di Napoli. Successivamente si recò a Caserta, a San Leucio, a Santa Maria Capua Vetere e ad Ischia, dove si trattenne per tre mesi. Le sue peregrinazioni lo portarono nel 1823 in Sicilia, con il proposito di fare il giro dell'isola anche se, ammalatosi a Trapani, decise di far ritorno ad Ischia e poi nuovamente a Castellammare.

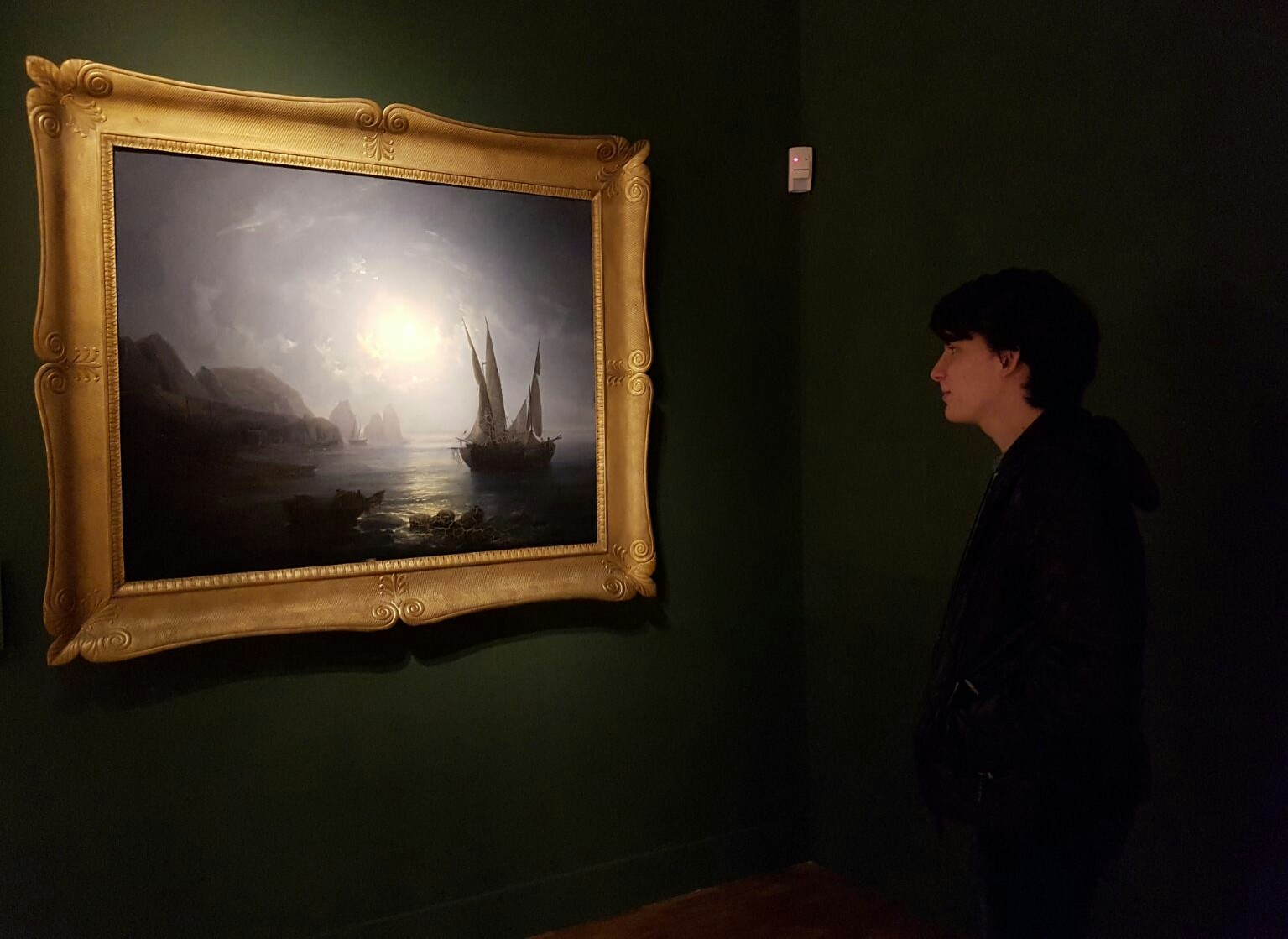
Un visitatore in osservazione di un dipinto fergoliano raffigurante il selvaggio e misterioso profilo delle coste di Capri, in esposizione alla mostra Salvatore Fergola. Lo splendore di un Regno a palazzo Zevallos a Napoli

Dopo il 1820 frequentò la scuola privata di pittura di Anton Sminck van Pitloo e, con il maestro ed altri allievi, fu tra i componenti della cosiddetta Scuola di Posillipo.
Nel 1824 seguì i reali a Foggia e alla Reale tenuta di Carditello - dove ritrasse una corsa di cavalli - per poi spingersi sino ad Arienzo, per documentare i costumi della Terra di Lavoro e a Paestum. Tra le tele di questo periodo si ricordano Antico sepolcro detto la Conocchia in Santa Maria di Capua (1820), Imbarco della r.e famiglia dal fiume Sarno (1823) e il Varo del vascello "Vesuvio" (1825).
Nel 1829 si recò in Spagna, al seguito della famiglia borbonica, in occasione delle nozze, a Madrid, della principessa Maria Cristina di Borbone-Due Sicilie con il re Ferdinando VII di Spagna. Fergola ebbe l'opportunità di visitare Siviglia, Cadice, Burgos, Toledo e Barcellona. Sulla via del ritorno si trattenne qualche mese a Parigi, ospite del duca d'Orléans, Luigi Filippo di Francia e di Carolina di Borbone-Due Sicilie, duchessa di Berry: in occasione di questo soggiorno francese Fergola avrebbe recepito nuovi stimoli per il suo stile pittorico.
Nonostante la popolarità, come illustratore degli avvenimenti di Corte e degli eventi più significativi del Regno, Fergola non riuscì a diventare titolare della cattedra di paesaggio dell'Accademia di belle arti di Napoli, perché nel 1838 questa cattedra venne assegnata a Gabriele Smargiassi. In questi anni lavorò instancabilmente, partecipando nel 1839 alla mostra borbonica, con Veduta della sorgente del Sarno, Interno della cattedrale di Toledo in Ispagna, Briganti sorpresi dalla gendarmeria nella foresta e tre «paesaggi di composizione», raffiguranti albe e tramonti. Nel 1841 presentò Interno gotico del chiostro di San Giovanni de' Re a Toledo, Esterno gotico della cattedrale di Burgos, Montevergine nel giorno della festa e Inaugurazione della strada di ferro seguita in Napoli nell'ottobre del 1839. Nel 1843 espose Marina di Capri al chiaro di luna con battello in cui dorme un marinaro e Un sifone nel golfo di Procida, mentre del 1848 è Preghiera della sera. Morì nel 1874, all'età di 76 anni.
Alla Galleria dell'Accademia di belle arti di Napoli si conserva il dipinto di Fergola, conosciuto con doppio titoloː Bacio di Giuda e Cristo nell'orto. Datato 1858, è un olio su tela, della dimensione di 89x70 cm e fu acquistato dall'Accademia nel 1909.

## Stile

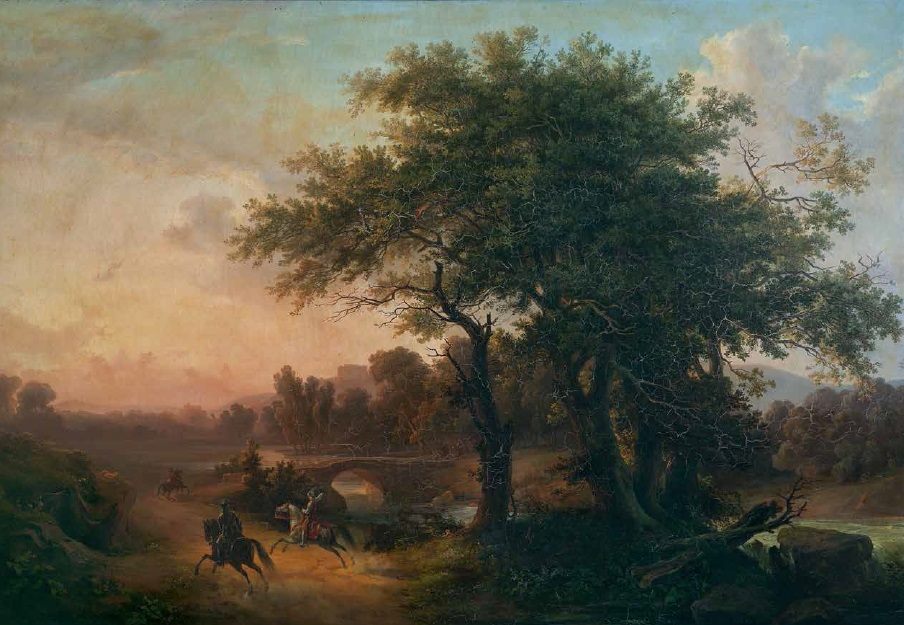
Ettore Fieramosca con Brancaleone porta la disfida al campo Francese (1850)

Salvatore Fergola, esponente di spicco della scuola di Posillipo, è stato un protagonista della pittura a Napoli, negli anni della Restaurazione, epoca in cui l'antica città partenopea iniziava a trasformarsi in una grande e moderna metropoli. Dopo il congresso di Vienna, infatti, nel Sud Italia venne restaurata la monarchia legittima dei Borbone, che promosse un aggiornamento tecnologico, destinato a stabilire nel Regno delle Due Sicilie numerosi primati per l'Italia. Fergola è stato un grande interprete pittorico di questo fervore tecnologico e dipinse opere che rivelano fiducia nelle nuove istanze di progresso e modernità. Tra i dipinti di Salvatore Fergola merita una menzione speciale Inaugurazione della strada ferrata Napoli-Portici, 1840, dove è rappresentata la ferrovia Napoli-Portici - con un treno che corre lungo la linea di costa - il panorama del golfo di Napoli sullo sfondo e la festosa presenza del pubblico, individuato nei diversi ceti.
I primi dipinti di Fergola erano ancora saldamente legati ai moduli compositivi d'ascendenza analitica, introdotti da Jakob Philipp Hackert. Nella sua prima fase artistica, infatti, Fergola eseguiva principalmente opere dal valore documentario e celebrativo, dove le caratteristiche botaniche e morfologiche del territorio effigiato erano rese con un naturalismo di matrice illuminista. Nella successiva pittura di Fergola si registra una decisiva virata, in direzione del Romanticismo. Nei dipinti appartenenti a questa fase, pur applicando un sostanziale rigore nella rappresentazione, Fergola approdava ad una visione più fantastica della realtà e lasciava trasfigurare un sentimento di intimismo lirico, di sapore romantico.
Quest'approccio, certamente più congeniale alla sua volontà di esaltare le bellezze naturalistiche del golfo di Napoli, gli derivò dalla visione delle opere di Horace Vernet e di Théodore Gudin, che poté ammirare a Parigi del 1830. Un'epitome di questo nuovo indirizzo stilistico si può rintracciare nel fortunato repertorio delle marine in tempesta, dove il pittore, pur rappresentando episodi di naufragio realmente accaduti, impiega un registro fantastico che dà ampio spazio alla dimensione eroica del sublime, in pieno accordo con la sensibilità romantica.